# 田中ゆかり (言語学者)
田中 ゆかり（たなか ゆかり、1964年 - ）は、日本の日本語学者。日本大学教授。

## 人物
神奈川県で育つ。1987年早稲田大学第一文学部卒業。読売新聞社に記者として勤務するが、1989年退職。
1996年早稲田大学大学院文学研究科博士後期課程修了。
1995年早稲田大学文学部助手、1998年静岡県立大学国際関係学部専任講師、2000年日本大学文理学部助教授、2006年教授。
2009年「首都圏における言語動態の研究」で早大博士、（文学）。専門は方言学、社会言語学。

## 著書
- 『首都圏における言語動態の研究』（笠間書院） 2010
- 『「方言コスプレ」の時代：ニセ関西弁から龍馬語まで』（岩波書店） 2011、増補・岩波現代文庫 2024
- 『方言萌!?：ヴァーチャル方言を読み解く』（岩波ジュニア新書） 2016
- 『読み解き! 方言キャラ』（研究社） 2021

### 共編著
- 『なっとくする統計』（森真共著、講談社） 2003
- 『講座 社会言語科学 第6巻 方法』（伝康晴共編、ひつじ書房） 2006
- 『方言学入門』（木部暢子, 竹田晃子, 日高水穂, 三井はるみ共編著、三省堂） 2013
- 『ドラマと方言の新しい関係 『カーネーション』から『八重の桜』、そして『あまちゃん』へ』（金水敏, 岡室美奈子共編、笠間書院） 2014
- 『時代劇・歴史ドラマは台詞で決まる! - 世界観を形作る「ヴァーチャル日本語」』（金水敏，児玉竜一共編、笠間書院） 2018

### ウェブマガジン
- 『読み解き 方言キャラ』（研究社ウェブマガジンLingua）
- 「方言とコミュニケーション - 「ヴァーチャル方言」とその効能」（SYNODOS -シノドス-）

### ウェブラジオ
- https://www.himalaya.com/en/show/155309?Influencer_uid=null&Share_from=Web&Share_to=copylink

## 論文
- Cinii